# Placówka Straży Celnej „Warmiak”

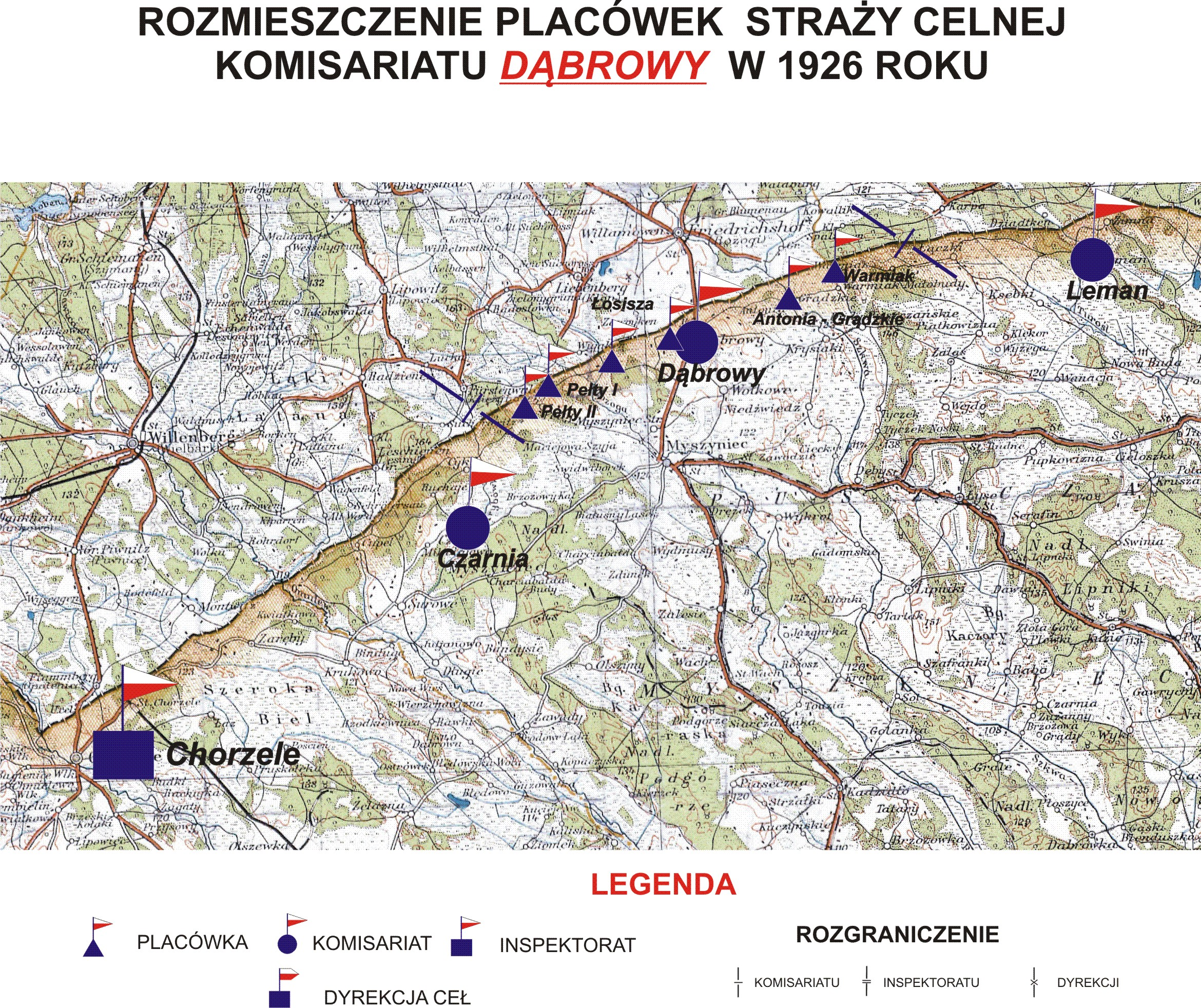
Rozmieszczenie placówek SC komisariatu "Dąbrowy" w 1926 roku

Placówka Straży Celnej „Warmiak” – jednostka organizacyjna Straży Celnej pełniąca w okresie międzywojennym służbę ochronną na granicy polsko-niemieckiej.

## Formowanie i zmiany organizacyjne
Na wniosek Ministerstwa Skarbu, uchwałą z 10 marca 1920 roku, powołano do życia Straż Celną. Od połowy 1921 roku jednostki Straży Celnej rozpoczęły przejmowanie odcinków granicy od pododdziałów Batalionów Celnych. W 1921 roku w Lemanie stacjonował sztab 1 kompanii 1 batalionu celnego. 1 kompania celna wystawiła między innymi placówkę w Warmiaku. Proces tworzenia Straży Celnej trwał do końca 1922 roku. Placówka Straży Celnej „Warmiak” weszła w podporządkowanie komisariatu Straży Celnej „Dąbrowy” z Inspektoratu SC „Chorzele”.
W drugiej połowie 1927 roku przystąpiono do gruntownej reorganizacji Straży Celnej. W praktyce skutkowało to rozwiązaniem tej formacji granicznej. Ochronę północnej, zachodniej i południowej granicy państwa przejęła powołana z dniem 2 kwietnia 1928 roku Straż Graniczna.
Rozkazem nr 1 z 12 marca 1928 roku w sprawach organizacji Mazowieckiego Inspektoratu Okręgowego Naczelny Inspektor Straży Celnej gen. bryg. Stefan Pasławski określił strukturę organizacyjną komisariatu SG „Myszyniec”. Placówka Straży Granicznej I linii „Warmiak Duży” znalazła się w jego strukturze.

## Służba graniczna
Sąsiednie placówki
- placówka Straży Celnej „Antonia” ⇔ placówka Straży Celnej „Antonia-Grądzkie” − 1926[9][10]